# Betcave-Aguin
Betcave-Aguin (Vathcava e Aguin en gascon) est une commune française située dans le sud-est du département du Gers en région Occitanie. Sur le plan historique et culturel, la commune est dans le pays d'Astarac, un territoire du sud gersois très vallonné, au sol argileux, qui longe le plateau de Lannemezan.
Exposée à un climat océanique altéré, elle est drainée par l'Arrats, la Lauze et par divers autres petits cours d'eau. La commune possède un patrimoine naturel remarquable : un site Natura 2000 (la « vallée et coteaux de la Lauze ») et quatre zones naturelles d'intérêt écologique, faunistique et floristique.
Betcave-Aguin est une commune rurale qui compte 91 habitants en 2022, après avoir connu un pic de population de 320 habitants en 1831.  Elle fait partie de l'aire d'attraction d'Auch. Ses habitants sont appelés les Betcaviens ou  Betcaviennes.

## Géographie

### Communes limitrophes
Les communes limitrophes sont  Bellegarde, Meilhan, Moncorneil-Grazan, Simorre, Tachoires et Villefranche-d'Astarac.
|                   | Tachoires     |              |
| Moncorneil-Grazan | Betcave-Aguin | Simorre      |
| Bellegarde        | Meilhan       | Villefranche |

### Géologie et relief
Betcave-Aguin se situe en zone de sismicité 2 (sismicité faible).

### Hydrographie

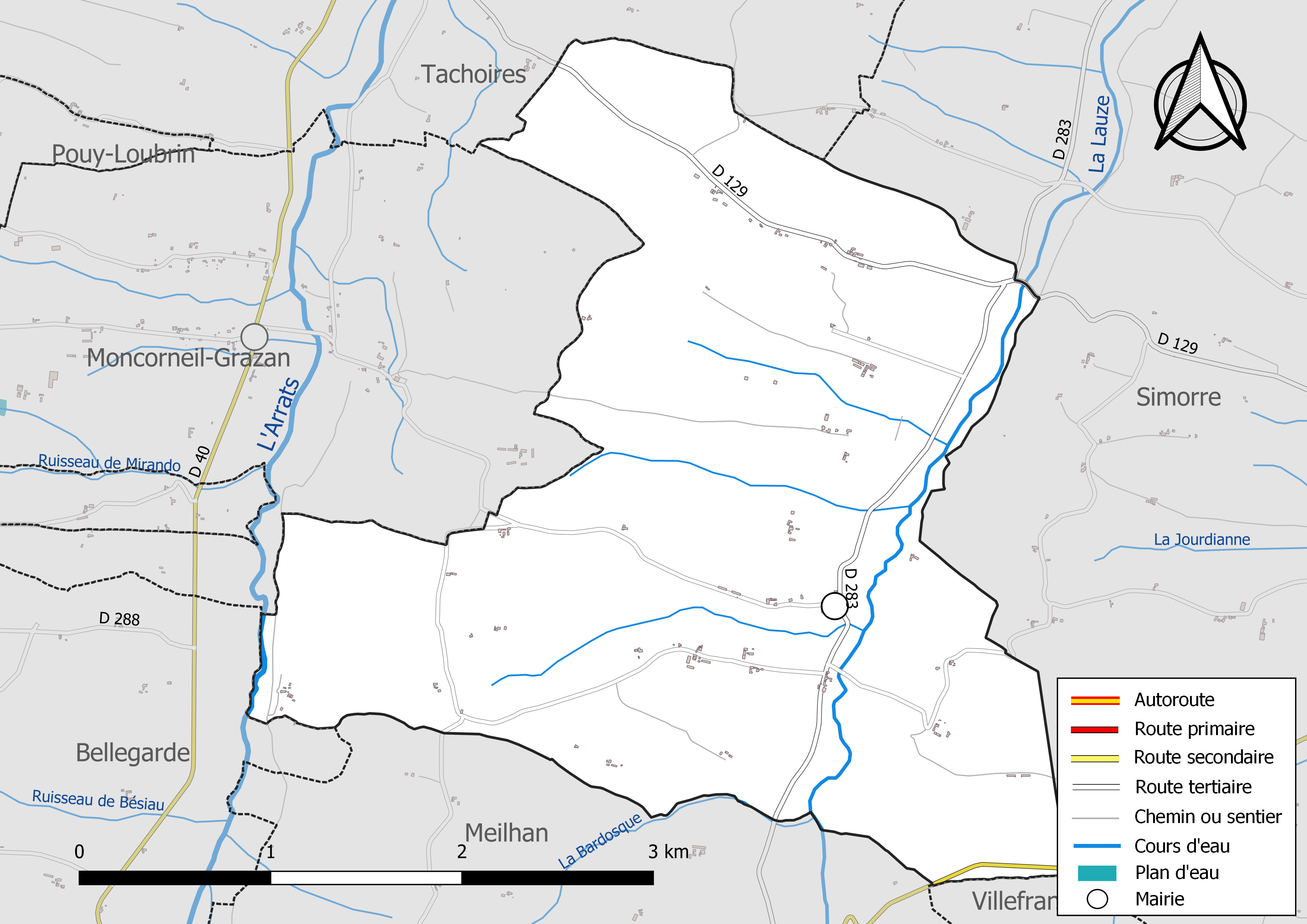
Réseaux hydrographique et routier de Betcave-Aguin.

La commune est dans le bassin de la Garonne, au sein du bassin hydrographique Adour-Garonne. Elle est drainée par l'Arrats, la Lauze, la Bardosque et par divers petits cours d'eau, qui constituent un réseau hydrographique de 10 km de longueur totale,.
L'Arrats, d'une longueur totale de 162,1 km, prend sa source dans la commune de Lannemezan et s'écoule vers le nord. Il traverse la commune et se jette dans la Garonne à Saint-Loup, après avoir traversé 66 communes.
La Lauze, d'une longueur totale de 22,9 km, prend sa source dans la commune d'Aussos et s'écoule du sud-est vers le nord-ouest. Elle traverse la commune et se jette dans la Gimone à Saramon, après avoir traversé 11 communes.

### Climat
Pour des articles plus généraux, voir Climat de l'Occitanie et Climat du Gers.
En 2010, le climat de la commune est de type climat océanique altéré, selon une étude s'appuyant sur une série de données couvrant la période 1971-2000. En 2020, Météo-France publie une typologie des climats de la France métropolitaine dans laquelle la commune est toujours exposée à un climat océanique altéré et est dans la région climatique Aquitaine, Gascogne, caractérisée par une pluviométrie abondante au printemps, modérée en automne, un faible ensoleillement au printemps, un été chaud (19,5 °C), des vents faibles, des brouillards fréquents en automne et en hiver et des orages fréquents en été (15 à 20 jours).
Pour la période 1971-2000, la température annuelle moyenne est de 12,9 °C, avec une amplitude thermique annuelle de 15,3 °C. Le cumul annuel moyen de précipitations est de 743 mm, avec 9,4 jours de précipitations en janvier et 6 jours en juillet. Pour la période 1991-2020, la température moyenne annuelle observée sur la station météorologique la plus proche, située sur la commune de Lahas à 20 km à vol d'oiseau, est de 13,9 °C et le cumul annuel moyen de précipitations est de 633,5 mm,. Pour l'avenir, les paramètres climatiques de la commune estimés pour 2050 selon différents scénarios d'émission de gaz à effet de serre sont consultables sur un site dédié publié par Météo-France en novembre 2022.

### Milieux naturels et biodiversité

#### Réseau Natura 2000

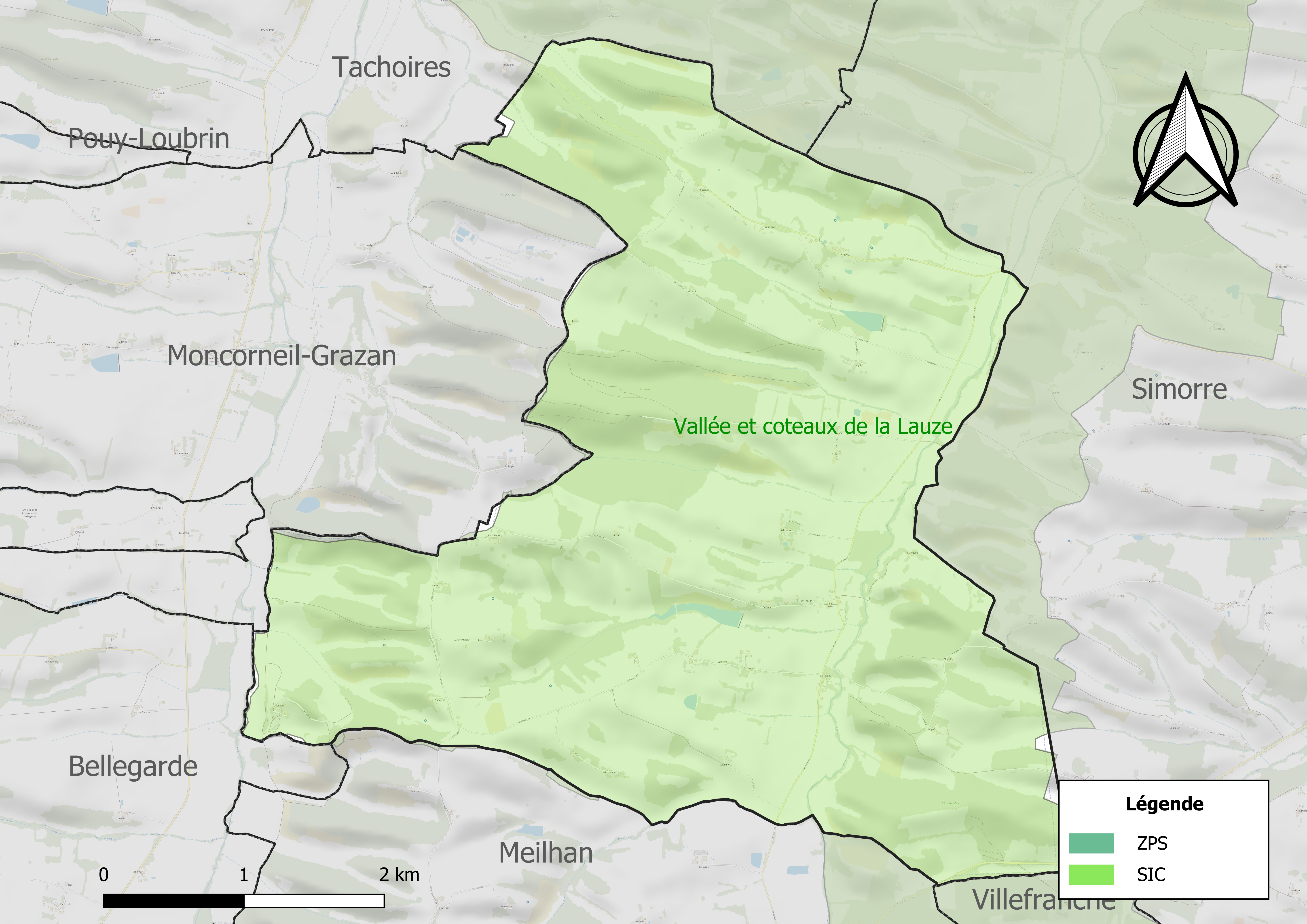
Site Natura 2000 sur le territoire communal.

Le réseau Natura 2000 est un réseau écologique européen de sites naturels d'intérêt écologique élaboré à partir des directives habitats et oiseaux, constitué de zones spéciales de conservation (ZSC) et de zones de protection spéciale (ZPS).
Un site Natura 2000 a été défini sur la commune au titre de la directive habitats : la « vallée et coteaux de la Lauze », d'une superficie de 5 399 ha, des coteaux occupés par un maillage bocager plus faiblement représenté dans le fond des vallées alluviales, avec des milieux à orchidées remarquables.

#### Zones naturelles d'intérêt écologique, faunistique et floristique
L’inventaire des zones naturelles d'intérêt écologique, faunistique et floristique (ZNIEFF) a pour objectif de réaliser une couverture des zones les plus intéressantes sur le plan écologique, essentiellement dans la perspective d’améliorer la connaissance du patrimoine naturel national et de fournir aux différents décideurs un outil d’aide à la prise en compte de l’environnement dans l’aménagement du territoire.
Trois ZNIEFF de type 1 sont recensées sur la commune :
- le « bois d'Aguin » (155 ha), couvrant 2 communes du département[17] ;
- les « coteaux de la Lauze » (588 ha), couvrant 5 communes du département[18] ;
- l'« unité bocagère entre la Lauze et l'Arrats » (803 ha), couvrant 5 communes du département[19] ;

et une ZNIEFF de type 2, : 
les « coteaux de la Lauze et de l'Arrats » (5 264 ha), couvrant 18 communes du département.

Carte des ZNIEFF de type 1 et 2 à Betcave-Aguin.
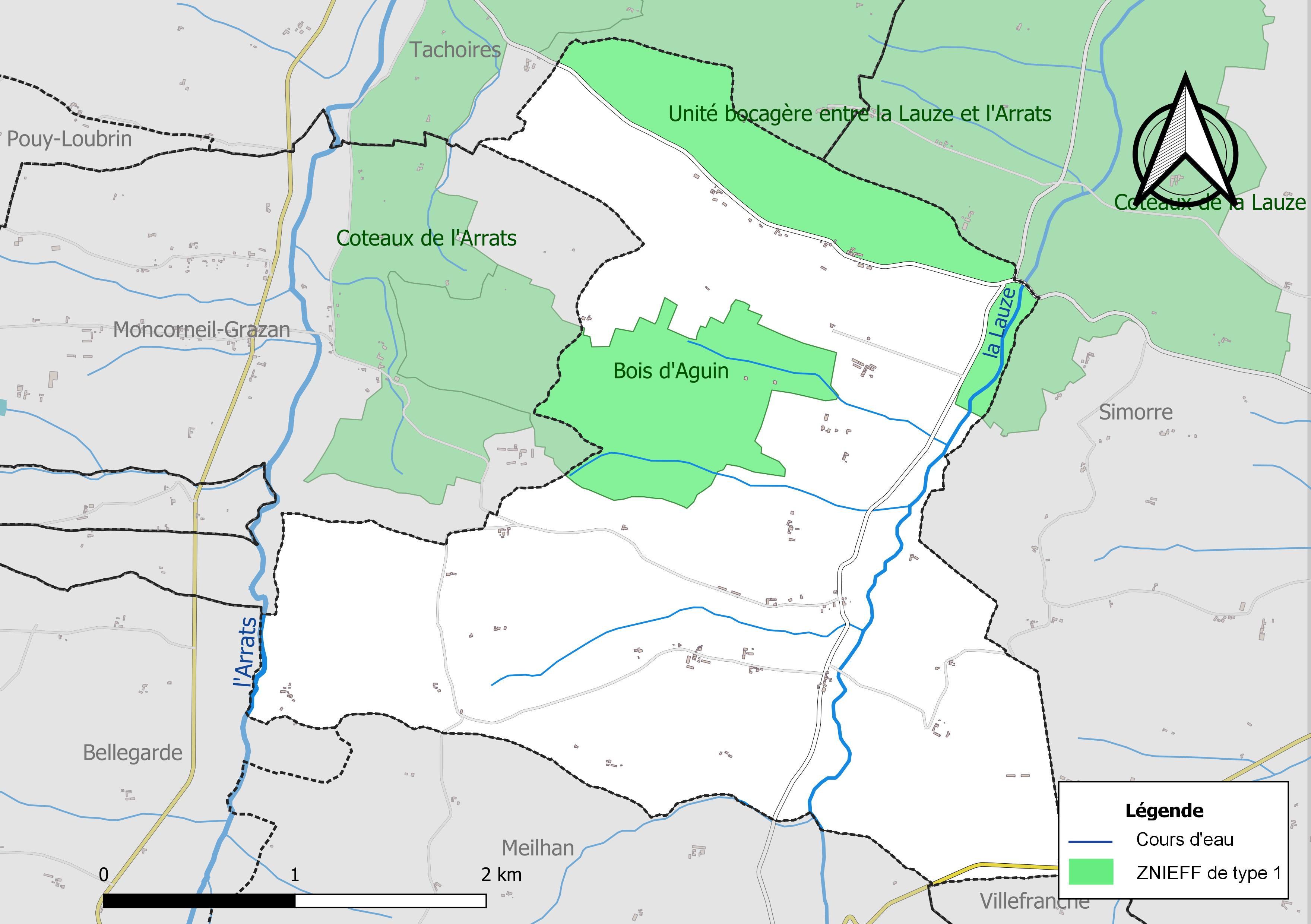
Carte des ZNIEFF de type 1 sur la commune.
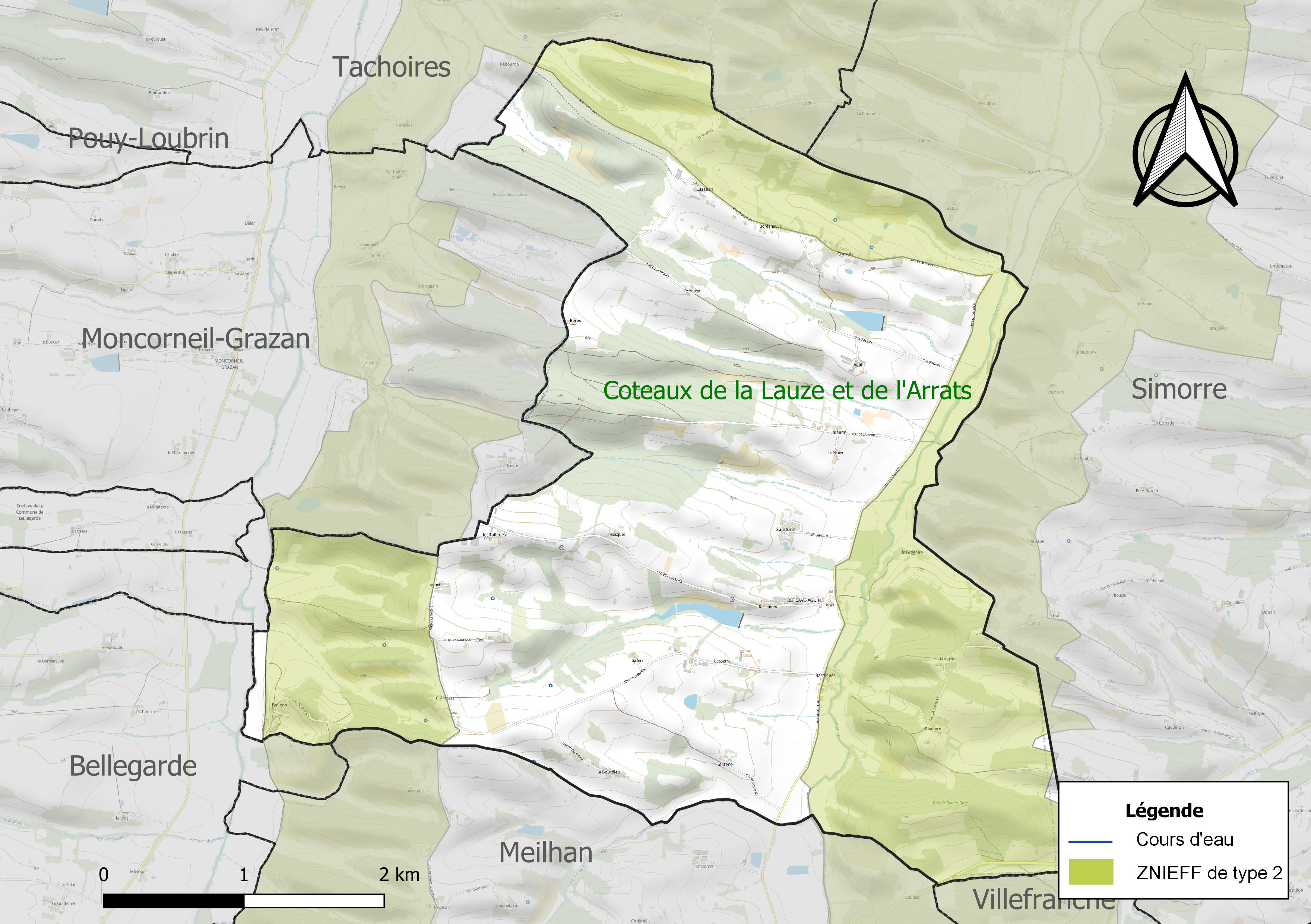
Carte de la ZNIEFF de type 2 sur la commune.

## Urbanisme

### Typologie
Au 1er janvier 2024, Betcave-Aguin est catégorisée commune rurale à habitat très dispersé, selon la nouvelle grille communale de densité à sept niveaux définie par l'Insee en 2022.
Elle est située hors unité urbaine. Par ailleurs la commune fait partie de l'aire d'attraction d'Auch, dont elle est une commune de la couronne,. Cette aire, qui regroupe 112 communes, est catégorisée dans les aires de 50 000 à moins de 200 000 habitants,.

### Occupation des sols
L'occupation des sols de la commune, telle qu'elle ressort de la base de données européenne d’occupation biophysique des sols Corine Land Cover (CLC), est marquée par l'importance des territoires agricoles (70,7 % en 2018), en augmentation par rapport à 1990 (68,1 %). La répartition détaillée en 2018 est la suivante : 
prairies (42,4 %), zones agricoles hétérogènes (28,3 %), forêts (26,8 %), milieux à végétation arbustive et/ou herbacée (2,4 %). L'évolution de l’occupation des sols de la commune et de ses infrastructures peut être observée sur les différentes représentations cartographiques du territoire : la carte de Cassini (XVIIIe siècle), la carte d'état-major (1820-1866) et les cartes ou photos aériennes de l'IGN pour la période actuelle (1950 à aujourd'hui).

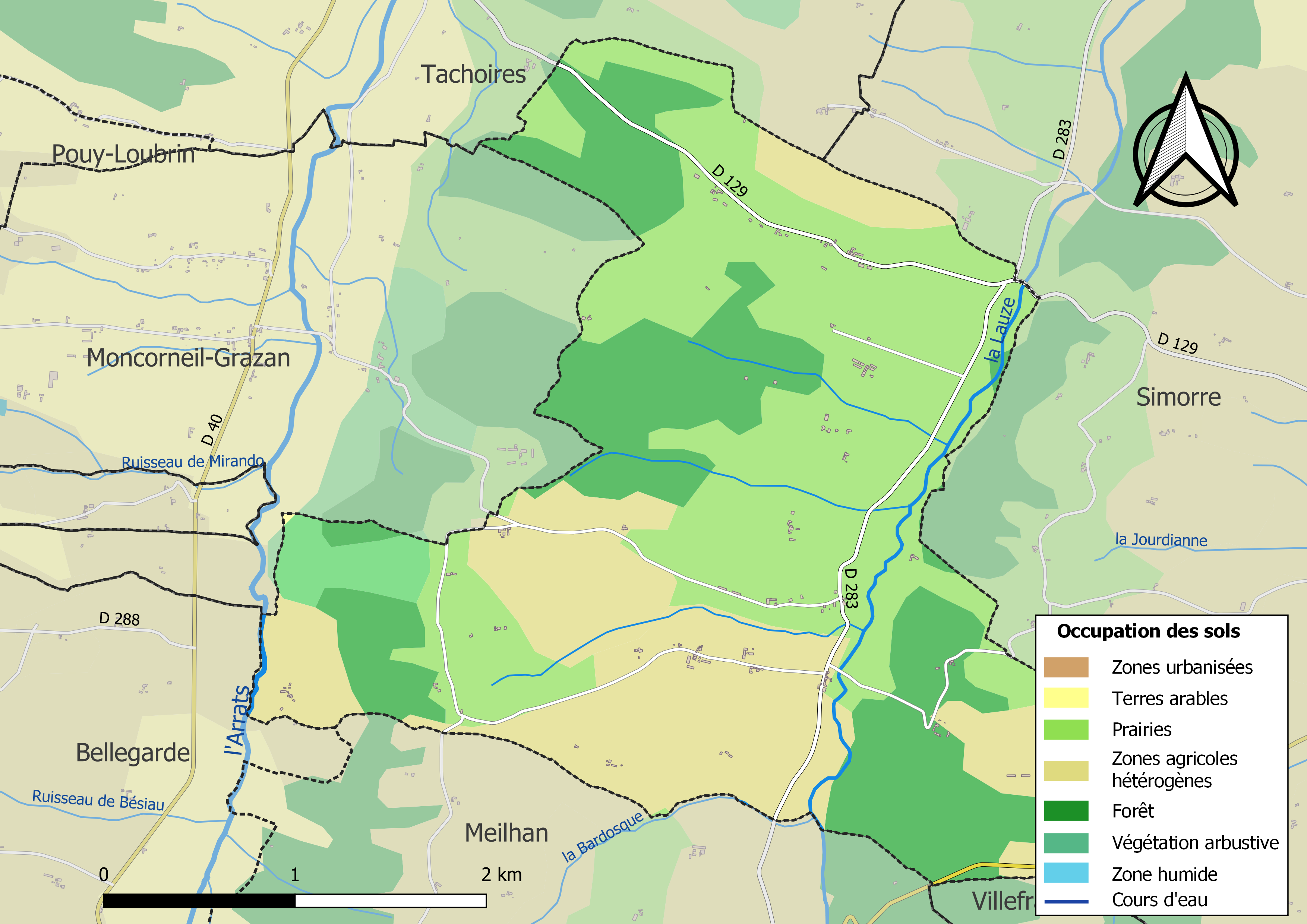
Carte des infrastructures et de l'occupation des sols de la commune en 2018 (CLC).

### Risques majeurs
Le territoire de la commune de Betcave-Aguin est vulnérable à différents aléas naturels : météorologiques (tempête, orage, neige, grand froid, canicule ou sécheresse) et séisme (sismicité faible). Un site publié par le BRGM permet d'évaluer simplement et rapidement les risques d'un bien localisé soit par son adresse soit par le numéro de sa parcelle.

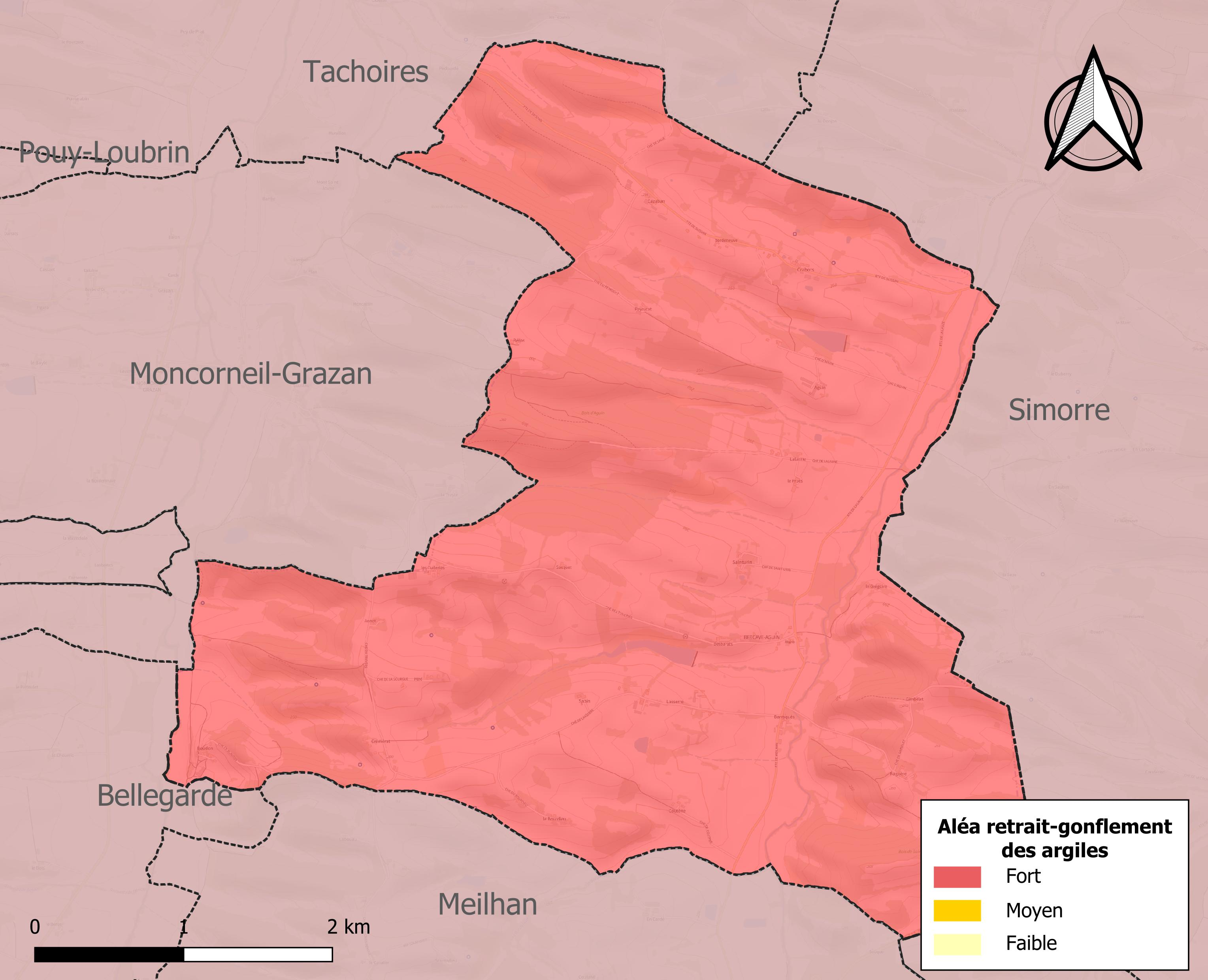
Carte des zones d'aléa retrait-gonflement des sols argileux de Betcave-Aguin.

Le retrait-gonflement des sols argileux est susceptible d'engendrer des dommages importants aux bâtiments en cas d’alternance de périodes de sécheresse et de pluie. La totalité de la commune est en aléa moyen ou fort (94,5 % au niveau départemental et 48,5 % au niveau national). Sur les 51 bâtiments dénombrés sur la commune en 2019, 51 sont en aléa moyen ou fort, soit 100 %, à comparer aux 93 % au niveau départemental et 54 % au niveau national. Une cartographie de l'exposition du territoire national au retrait gonflement des sols argileux est disponible sur le site du BRGM,.
Par ailleurs, afin de mieux appréhender le risque d’affaissement de terrain, l'inventaire national des cavités souterraines permet de localiser celles situées sur la commune.
La commune a été reconnue en état de catastrophe naturelle au titre des dommages causés par les inondations et coulées de boue survenues en 1999 et 2009. Concernant les mouvements de terrains, la commune a été reconnue en état de catastrophe naturelle au titre des dommages causés par la sécheresse en 1989, 1992, 1993, 2002, 2011, 2012 et 2017 et par des mouvements de terrain en 1999.

## Toponymie

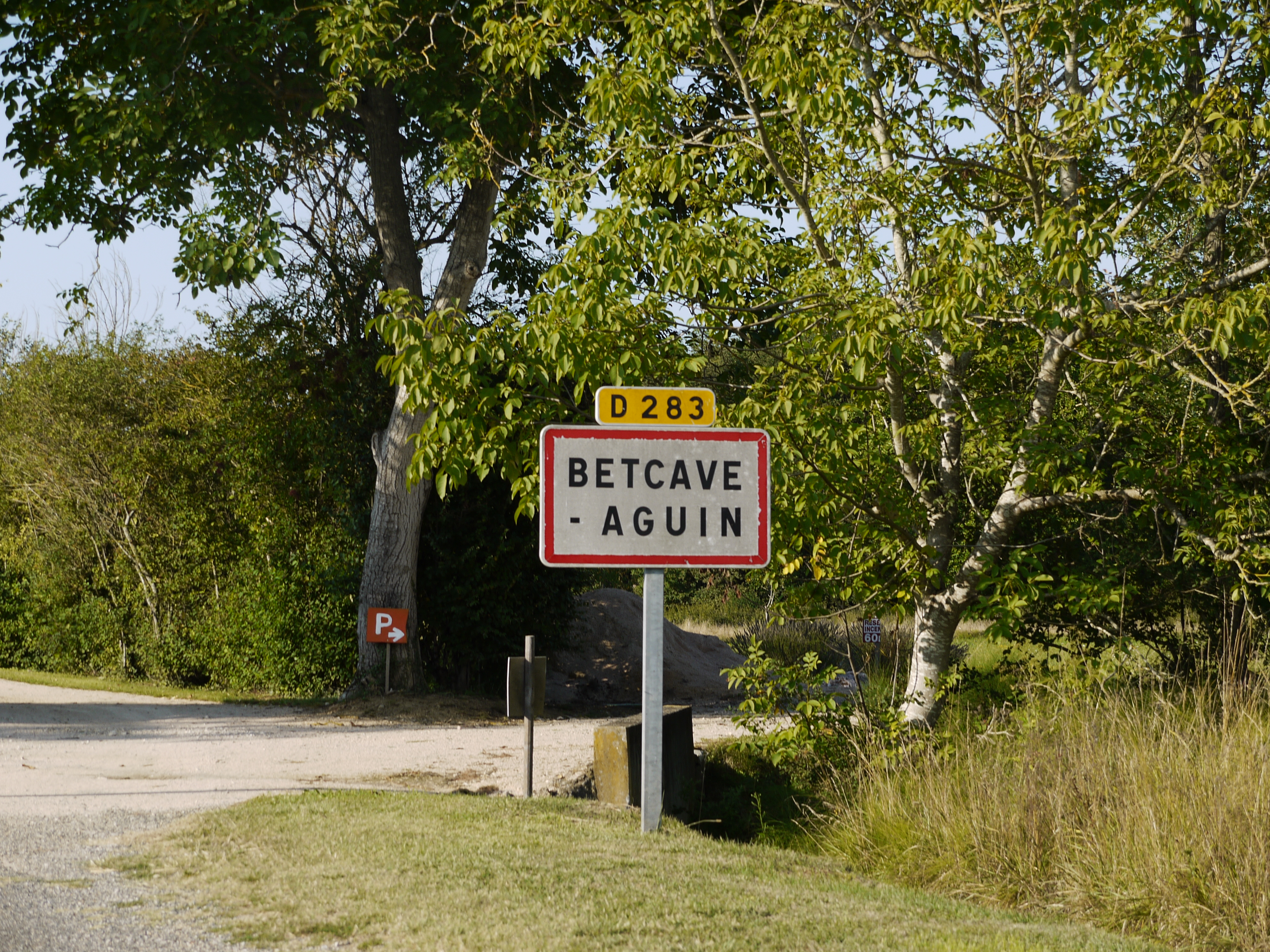
Panneau à l'entrée sud de Betcave-Aguin

## Histoire
Le dernier seigneur d'Aguin se nommait François de Carsalade Dupont (1731-1789) ; marié à Josephe de Sérignac en 1773, à Ardens.  Il était capitaine des grenadiers  dans le régiment d'Aquitaine, chevalier de l'ordre royal et militaire de St louis (ordre créé par Louis XIV pour récompenser ses militaires méritants). 

## Politique et administration

### Liste des maires

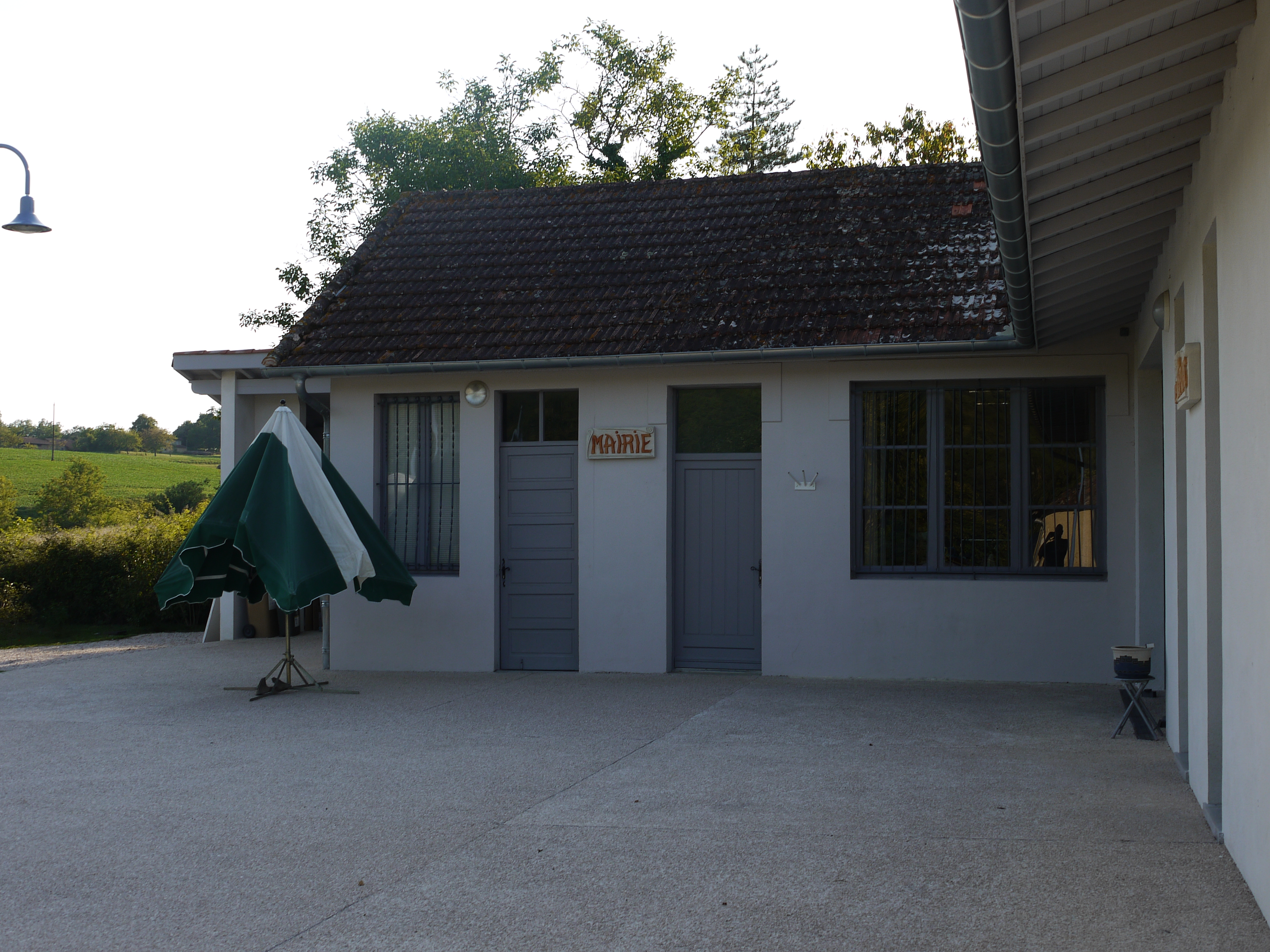
La mairie.

| Période                                  | Période  | Identité      | Étiquette | Qualité     |
| ---------------------------------------- | -------- | ------------- | --------- | ----------- |
| avant 1995                               | En cours | Jacques Serin | PS        | Agriculteur |
| Les données manquantes sont à compléter. |          |               |           |             |

## Population et société

### Démographie
| 1793 | 1800 | 1806 | 1821 | 1831 | 1841 | 1846 | 1851 | 1856 |
| ---- | ---- | ---- | ---- | ---- | ---- | ---- | ---- | ---- |
| 195  | 179  | 167  | 203  | 320  | 304  | 287  | 293  | 296  |

| 1861 | 1866 | 1872 | 1876 | 1881 | 1886 | 1891 | 1896 | 1901 |
| ---- | ---- | ---- | ---- | ---- | ---- | ---- | ---- | ---- |
| 277  | 282  | 252  | 231  | 224  | 227  | 217  | 180  | 190  |

| 1906 | 1911 | 1921 | 1926 | 1931 | 1936 | 1946 | 1954 | 1962 |
| ---- | ---- | ---- | ---- | ---- | ---- | ---- | ---- | ---- |
| 196  | 185  | 150  | 160  | 133  | 145  | 134  | 127  | 107  |

| 1968 | 1975 | 1982 | 1990 | 1999 | 2005 | 2006 | 2010 | 2015 |
| ---- | ---- | ---- | ---- | ---- | ---- | ---- | ---- | ---- |
| 92   | 81   | 73   | 88   | 80   | 101  | 102  | 96   | 88   |

| 2020 | 2022 | - | - | - | - | - | - | - |
| ---- | ---- | - | - | - | - | - | - | - |
| 90   | 91   | - | - | - | - | - | - | - |

### Enseignement

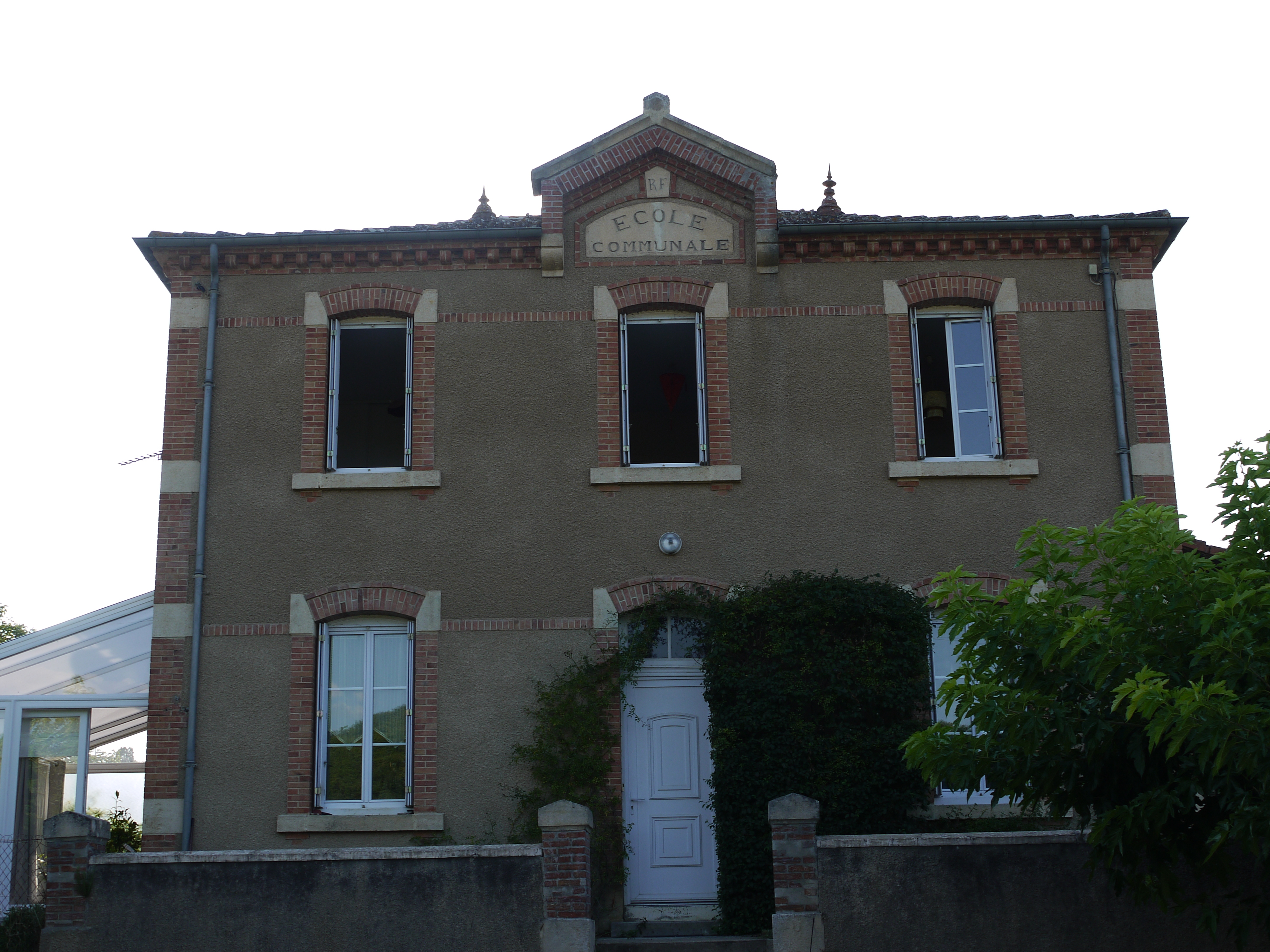
L'ancienne école.

Il n'y a plus d'école à Betcave-Aguin. La plus proche est à Simorre.

### Manifestations culturelles et festivités

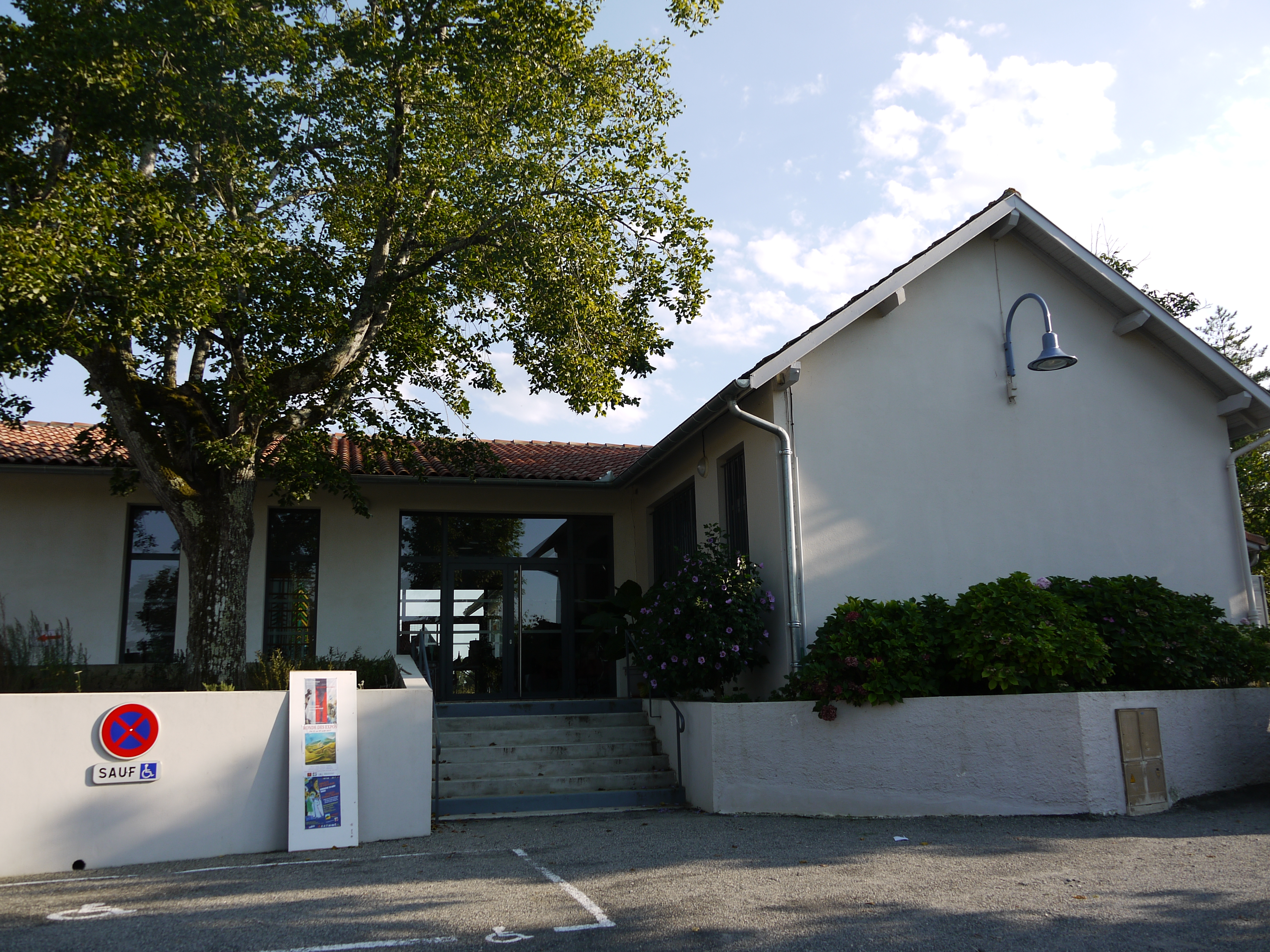
La salle polyvalente

- Fête communale : dernier dimanche de septembre[31] ;
- Fête patronale : 1er juillet[31].

## Économie

### Emploi
|                | 2008   | 2013  | 2018  |
| -------------- | ------ | ----- | ----- |
| Commune        | 10,7 % | 3,7 % | 2,2 % |
| Département    | 6,1 %  | 7,5 % | 8,2 % |
| France entière | 8,3 %  | 10 %  | 10 %  |

En 2018, la population âgée de 15 à 64 ans s'élève à 44 personnes, parmi lesquelles on compte 73,9 % d'actifs (71,7 % ayant un emploi et 2,2 % de chômeurs) et 26,1 % d'inactifs,. En  2018, le taux de chômage communal (au sens du recensement) des 15-64 ans est inférieur à celui de la France et du département, alors qu'en 2008 la situation était inverse.
La commune fait partie de la couronne de l'aire d'attraction d'Auch, du fait qu'au moins 15 % des actifs travaillent dans le pôle,. Elle compte 13 emplois en 2018, contre 12 en 2013 et 14 en 2008. Le nombre d'actifs ayant un emploi résidant dans la commune est de 32, soit un indicateur de concentration d'emploi de 39,5 % et un taux d'activité parmi les 15 ans ou plus de 43 %.
Sur ces 32 actifs de 15 ans ou plus ayant un emploi, 12 travaillent dans la commune, soit 36 % des habitants. Pour se rendre au travail, 81,8 % des habitants utilisent un véhicule personnel ou de fonction à quatre roues, 3 % s'y rendent en deux-roues, à vélo ou à pied et 15,2 % n'ont pas besoin de transport (travail au domicile).

### Activités hors agriculture
10 établissements sont implantés  à Betcave-Aguin au 31 décembre 2019.
Le secteur de l'industrie manufacturière, des industries extractives et autres est prépondérant sur la commune puisqu'il représente 50 % du nombre total d'établissements de la commune (5 sur les 10 entreprises implantées  à Betcave-Aguin), contre 12,3 % au niveau départemental.

### Agriculture
|               | 1988 | 2000 | 2010 | 2020 |
| ------------- | ---- | ---- | ---- | ---- |
| Exploitations | 20   | 15   | 8    | 7    |
| SAU (ha)      | 623  | 470  | 379  | 500  |

La commune est dans l'Astarac, une petite région agricole englobant tout le Sud du départementle centre-nord du département du Gers, un quart de sa superficie, et correspond au pied de lʼéventail gascon. En 2020, l'orientation technico-économique de l'agriculture  sur la commune est la combinaisons de granivores (porcins, volailles). Sept exploitations agricoles ayant leur siège dans la commune sont dénombrées lors du recensement agricole de 2020 (20 en 1988). La superficie agricole utilisée est de 500 ha,,.

## Culture locale et patrimoine

### Lieux et monuments
- Le moulin ruiné de Gimbelet ;
- L'église Saint-Pierre de Betcave ;
- La chapelle Sainte-Eulalie d'Aguin ;
- Site castral d'Aguin. Le château d’Aguin mentionné sur la carte de Cassini et sur le plan cadastral de 1828[35], « n'offre plus qu'un fragment de tour en ruines » lorsque le décrit l’érudit Justin Cénac-Moncaut en 1856[36]. Il est pourtant encore mentionné comme château sur la carte IGN de 1950[37]. Il a aujourd’hui disparu en élévation, à l’exception d’éléments des anciens communs intégrés à des bâtiments d’exploitation agricole.
- Croix anciennes.

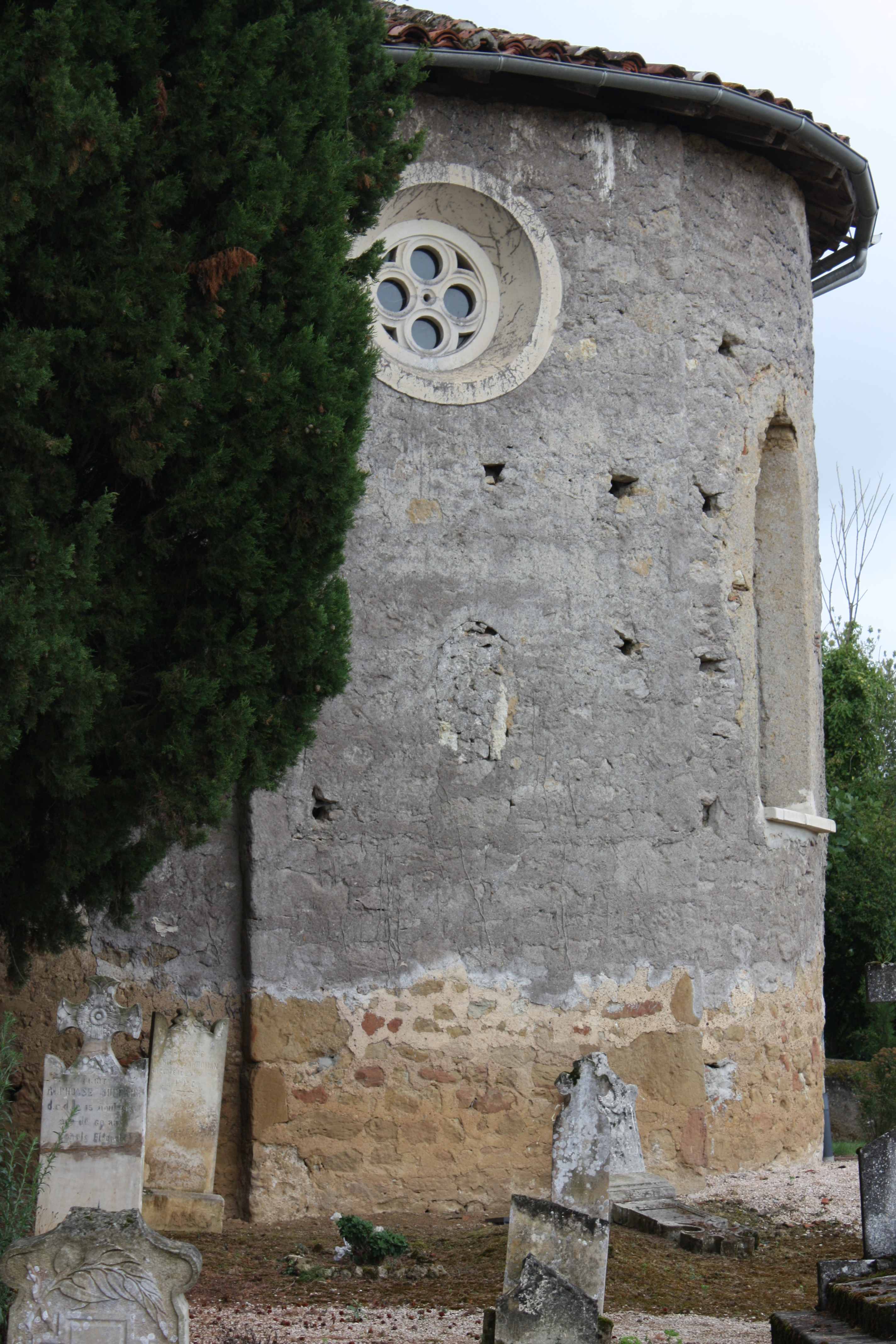
Église Saint-Pierre
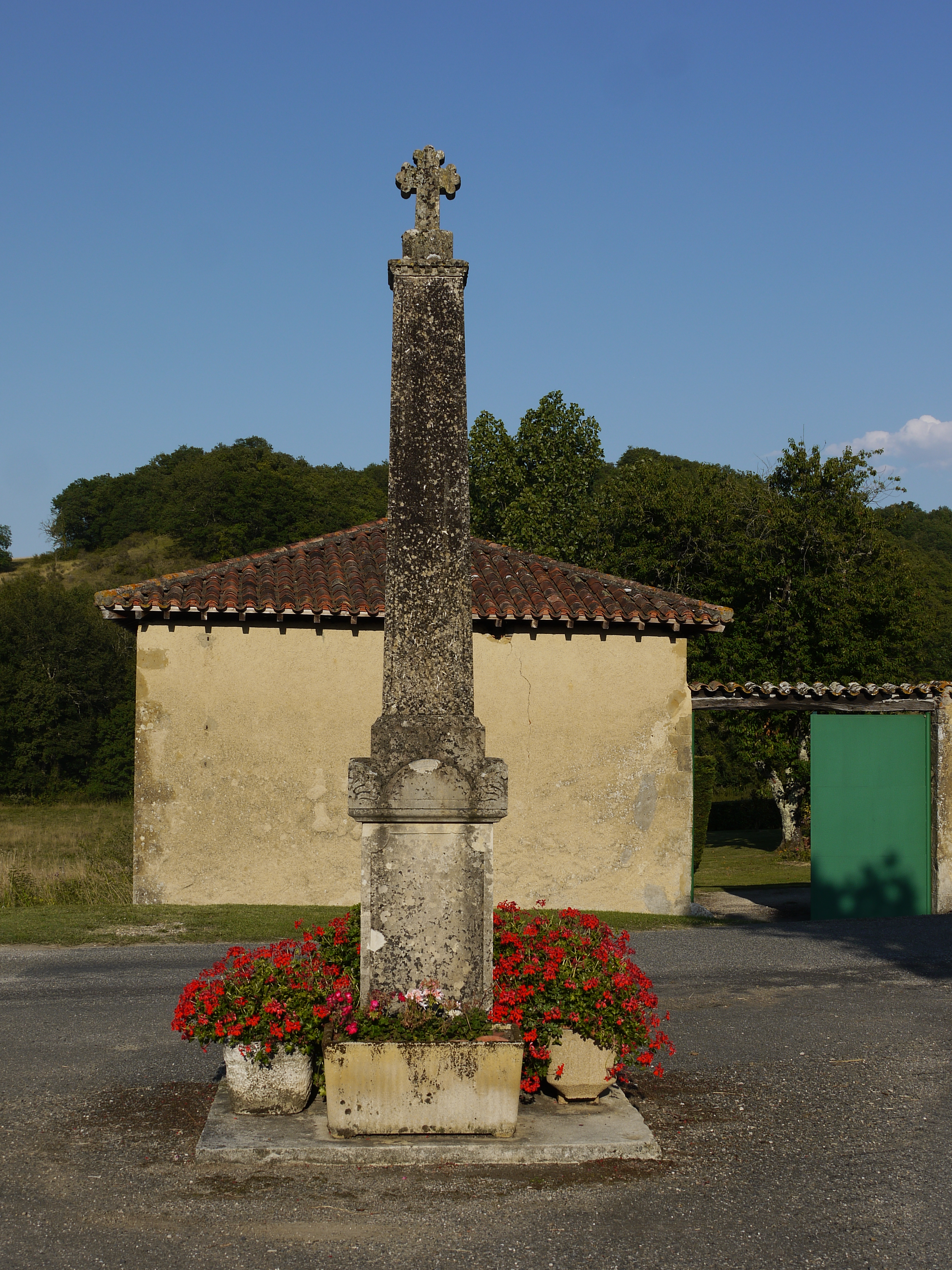
Croix de 1885
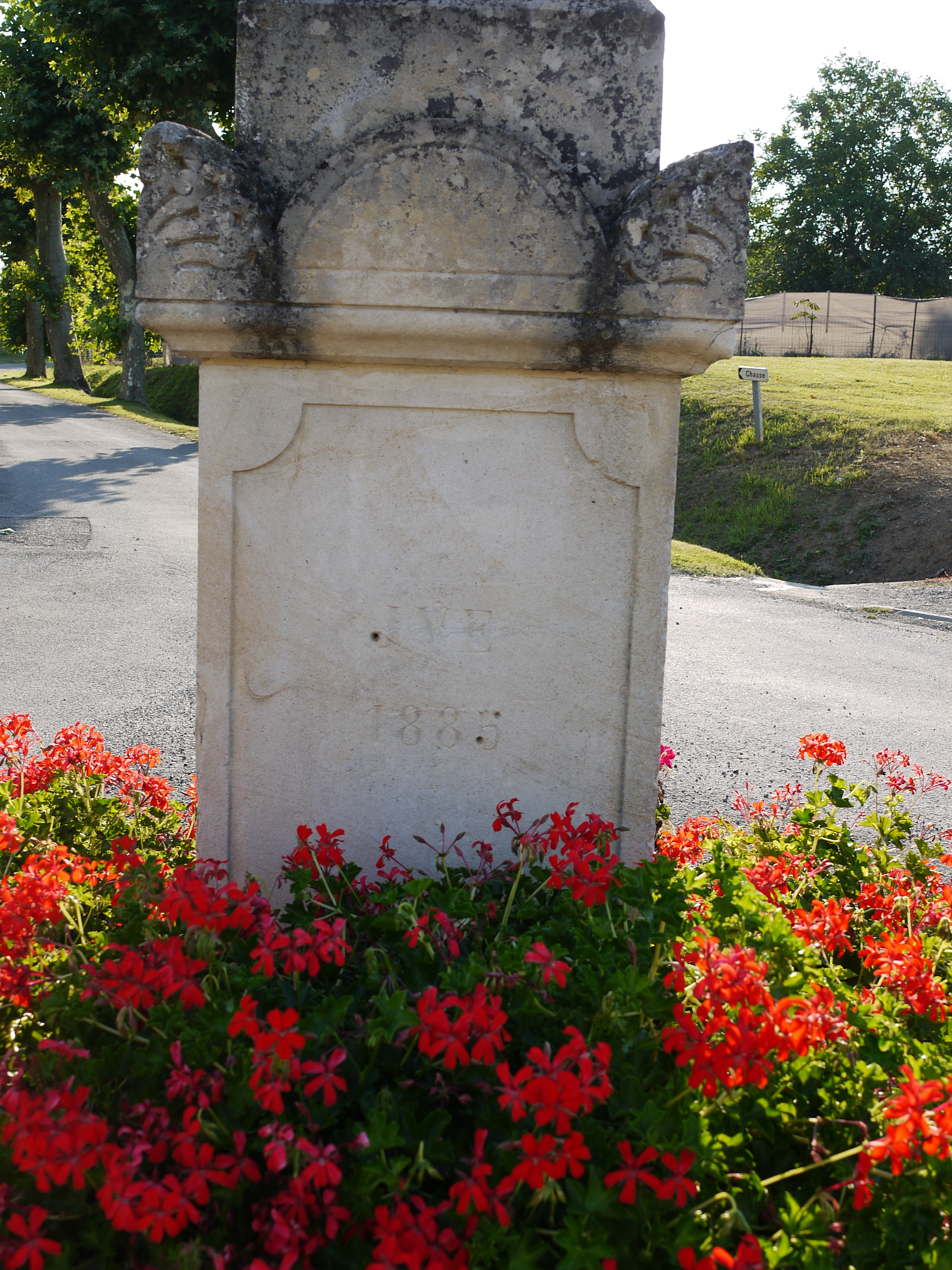
Le socle de la croix
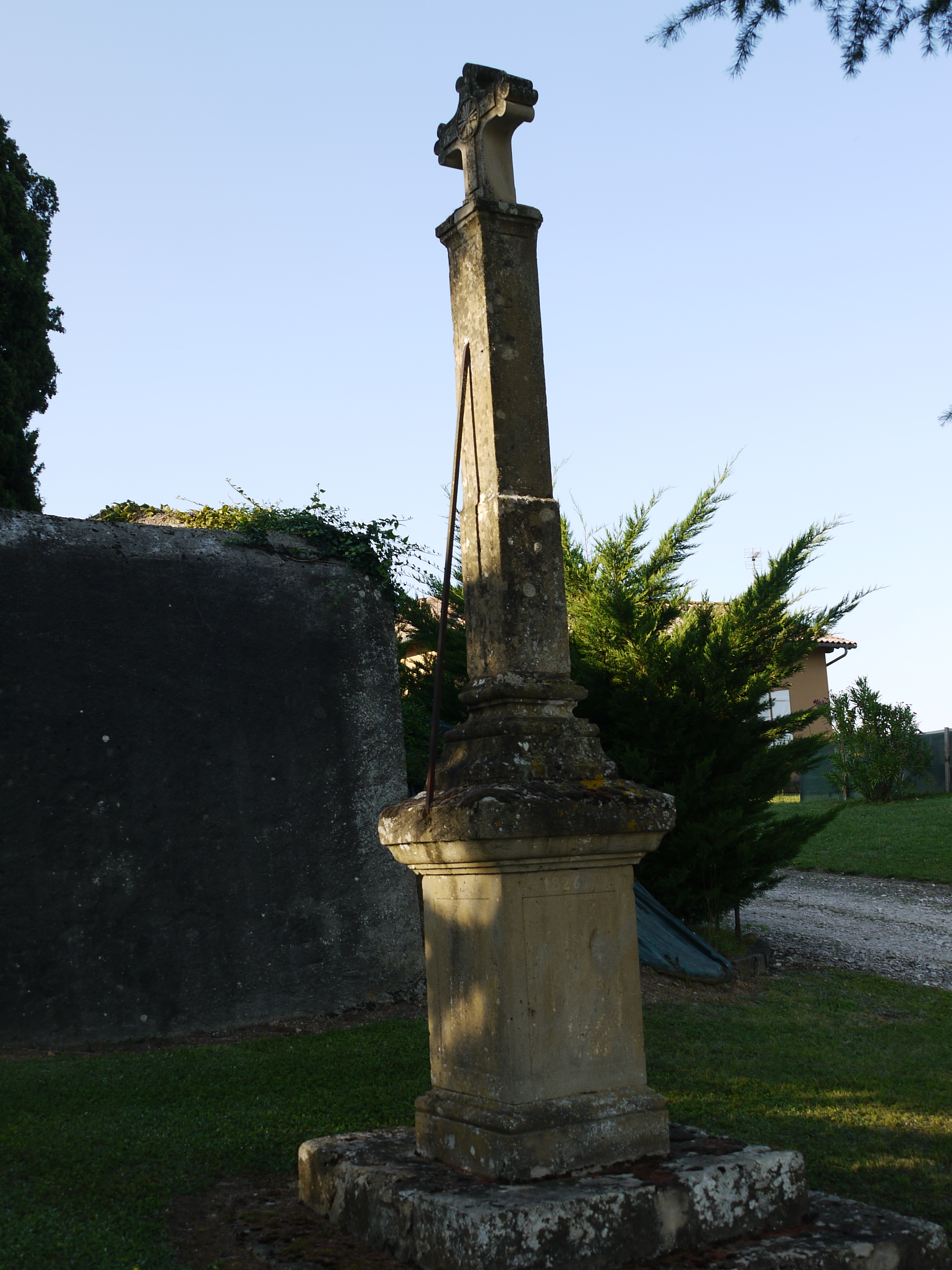
Croix de 1826 près du cimetière
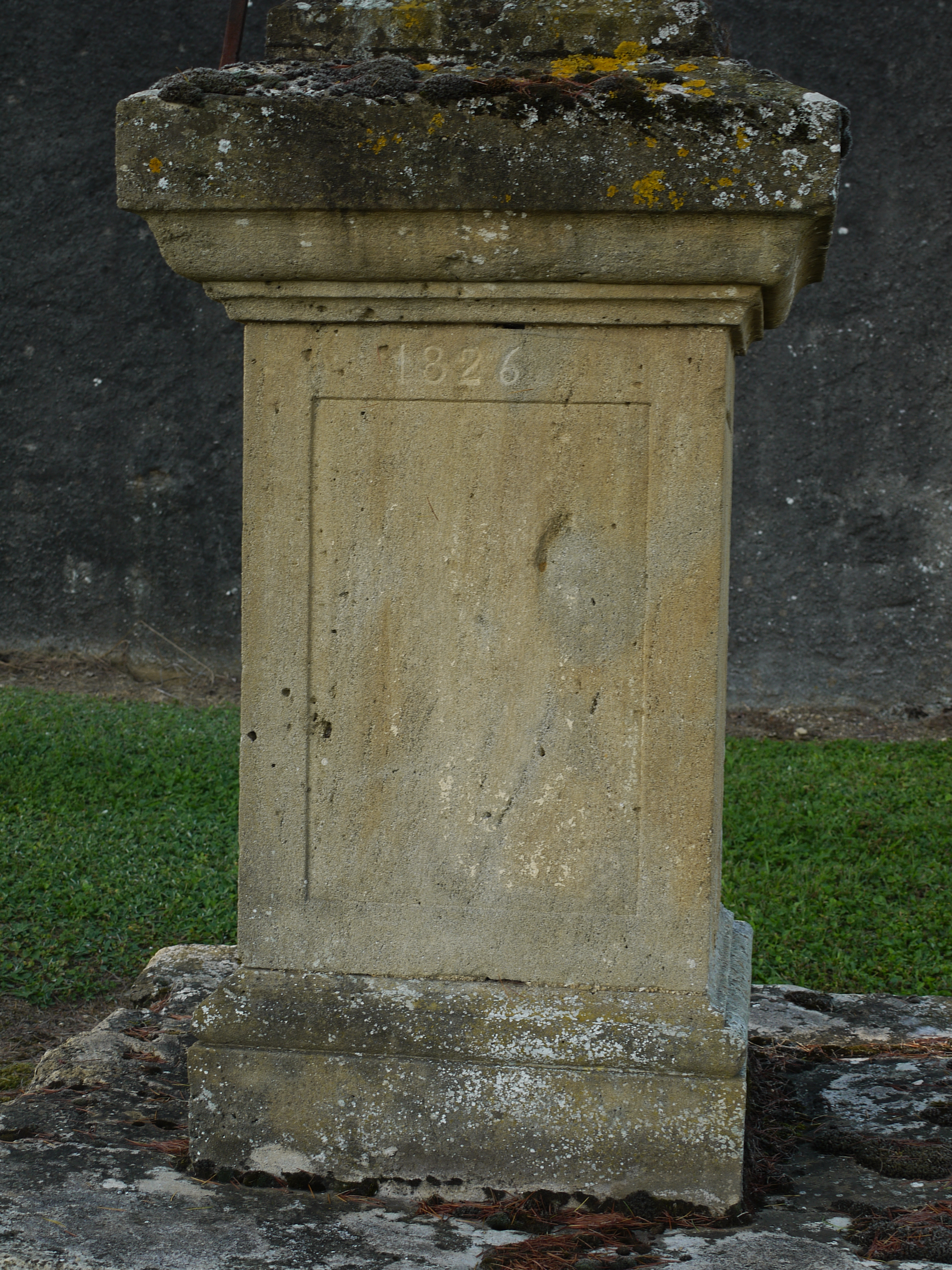
Le socle de la croix